# 필로멜라
필로멜라(Philomela)는 그리스 신화에 나오는 아테네의 왕 판디온의 딸이다. 트라키아의 왕 테레우스의 처제로서 용모가 매우 아름다웠다고 한다. 아테네의 왕 판디온은 테레우스의 도움을 받아 다른 나라와의 전쟁에서 승리를 거두자, 이에 대한 보답으로 맏딸 프로크네를 그에게 시집보냈다. 트라키아로 간 프로크네는 몇 해가 지나서 테레우스에게 동생인 필로멜라가 보고 싶으니 데려와 달라고 간청하였다. 아테네로 간 테레우스는 필로멜라의 미모에 반하여 흑심을 품고 트라키아에 도착하자마자 산속의 오두막으로 끌고 가서 겁탈하였다. 테레우스는 비밀을 지키기 위하여 그녀의 혀를 자르고 프로크네에게는 죽었다고 거짓말을 하였다.